# Ephedra breana
Ephedra breana är en kärlväxtart som beskrevs av Rodolfo Amando Philippi. Ephedra breana ingår i släktet efedraväxter, och familjen Ephedraceae. Inga underarter finns listade i Catalogue of Life.